# William Dugald MacDougall
William Dugald MacDougall (Auburn, 20 de junho de 1868 – Portsmouth, 5 de março de 1943) foi um contra-almirante do Quinto Distrito Naval da Marinha dos Estados Unidos.

## Biografia
Ele nasceu em Auburn, Nova Iorque, em 20 de junho de 1868, filho de Clinton Dugald MacDougall e Eva Sabine. Graduou-se na Academia Naval dos Estados Unidos em 1889. Casou-se com Charlotte Sackett Stone. Uma de suas filhas casou-se com Henrik Kauffmann, embaixador da Dinamarca nos Estados Unidos durante a Segunda Guerra Mundial.
Ele se aposentou em 1º de julho de 1932. Ele morreu em 5 de março de 1943 em Portsmouth, Nova Hampshire e ele foi enterrado no Cemitério Nacional de Arlington.